# Atomo muonico
Gli atomi muonici sono particolari tipi di atomi mesici. La loro differenza rispetto ad un atomo ordinario è dovuta alla presenza di uno o più muoni nella shell elettronica, che andranno a prendere il posto degli elettroni.
I primi studi su questo tipo di atomi sono di Enrico Fermi ed Edward Teller.

## Formazione ed evoluzione
Quando un muone con carica negativa si arresta all'interno di un materiale, esso viene attratto dal nucleo di un atomo, e rapidamente ne viene catturato. Successivamente, la particella scenderà attraverso i vari livelli energetici fino a giungere al livello ad energia minima, chiamato 1S. L'energia emessa durante questo processo, chiamato cascata muonica, porterà dapprima all'emissione di elettroni per effetto Auger, e successivamente (tipicamente intorno al livello n=5) tramite emissione di raggi X, ma i dettagli dell'emissione dipendono dalla natura chimica e fisica del materiale assorbente. Ad esempio, se il materiale è sotto forma gassosa, gli orbitali elettronici lasciati liberi in seguito all'emissione Auger verranno difficilmente rimpiazzati.
Il muone, a questo punto, ha due possibili destini: può decadere spontaneamente mentre si trova in orbita (ricordiamo che si tratta di una particella instabile), oppure può venir catturato dal nucleo dell'atomo.
Il decadimento spontaneo avviene secondo la tipica reazione:
{\displaystyle \mu ^{-}\to e^{-}+{\bar {\nu }}_{e}+\nu _{\mu },~~~\mu ^{+}\to e^{+}+\nu _{e}+{\bar {\nu }}_{\mu }}

## Cattura nucleare
Dato che la massa del muone è molto maggiore di quella dell'elettrone, la sua orbita sarà molto più vicina al nucleo che non quella di un elettrone: nello stato 1S il raggio orbitale sarà sicuramente confrontabile col raggio di distribuzione di carica nucleare, ed addirittura per i nuclei più pesanti l'orbita muonica sarà interna al nucleo stesso.
Pertanto, esisterà una certa probabilità (dipendente dal numero atomico) che il muone venga catturato da un protone del nucleo, secondo la reazione:
{\displaystyle \mu ^{-}+(A,Z)\rightarrow \nu _{\mu }+(A,Z-1)^{*}}
Come si evidenzia dalla reazione, un protone del nucleo verrà trasformato in un neutrone, e l'asterisco sta ad indicare che il nucleo verrà portato in uno stato eccitato. Questa probabilità dipenderà fortemente dal numero atomico del materiale assorbente, ed andrà dal 7% per atomi leggeri come il Carbonio fino ad arrivare al 97% per il Piombo. Lo stato eccitato del nucleo tenderà a decadere, ed il tipo di decadimento dipenderà dalla natura dell'elemento catturante. Nella maggior parte dei casi esso avverrà attraverso l'emissione di uno o più neutroni, ma se il nucleo è particolarmente pesante può avvenire anche la fissione del nucleo.
Tra i modi di cattura nucleare, esiste anche la cattura di tipo radiativo. Anche in questo caso avviene una reazione tra il muone ed un protone del nucleo, ma la differenza rispetto al modello già discusso consiste nel fatto che l'energia rilasciata dalla cattura non va ad eccitare il nucleo, bensì viene emessa tramite un fotone:
{\displaystyle \mu ^{-}+p\rightarrow \nu _{\mu }+n+\gamma }
La probabilità che questa reazione avvenga è tuttavia modesta: di un fattore di circa {\displaystyle 10^{-4}} rispetto alla cattura di tipo ordinario.
È da notare che una volta che il muone viene catturato dal nucleo, dato che un protone viene trasformato in un neutrone, cambia il numero atomico dell'atomo (da Z a Z-1) cambiando dunque con esso la natura dell'atomo stesso. Ad esempio, se il nucleo di un atomo di silicio (Z=14) cattura un muone, esso diverrà un atomo di alluminio (Z=13).